# Dürrholz
Dürrholz település Németországban, Rajna-vidék-Pfalz tartományban. Lakosainak száma 1324 fő (2023. december 31.).

## Népesség
A település népességének változása:
| Lakosok száma | 860  | 1230 | 1264 | 1292 | 1307 | 1302 | 1324 |
|               | 1975 | 2014 | 2017 | 2019 | 2021 | 2022 | 2023 |